# Time to Rock
Time to Rock is een verzamelalbum uit 1987. Vanwege de gratis kledingpatch en veel reclame werd dit een wat bekender album onder de verzamelalbums. Het kwam op elpee, maar later dat jaar ook op cd uit, in diverse Europese landen.

## Tracklist
- (Kant 1 en 2 hebben uiteraard alleen betrekking op de elpee)

### Kant 1
1. Jailhouse Rock - Mötley Crüe (live)
2. Bathroom Wall - Faster Pussycat
3. Never Forgive - Raven
4. Here It Comes - EZO (Japanse versie)
5. Cumin 'Atcha Live - Tesla (remix)
6. Start the Fire - Metal Church (live)

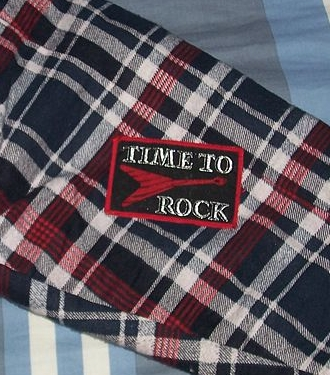
kledingpatch op een jas behorende bij de Lp "Time to Rock" uit 1987

### Kant 2
1. Fighting the World - Manowar
2. Breakout - Ace Frehley
3. Shadow Of Your Love - Guns N' Roses (live)
4. License to Kill - Malice
5. In the Mirror - Loudness (Live from Tokyo)
6. Burnt Offerings - Testament

- Jaar: 1987
- Coverillustratie: Roland Schmidt
- Uitgave WEA musik GmbH / Warner Communications Company